# Hanna Aronsson Elfman
Hanna Aronsson Elfman, née le 29 décembre 2002, est une  skieuse alpine suédoise.

## Biographie
En 2020, âgée seulement de 17 ans, elle dispute ses premiers championnats du monde juniors (moins de 21 ans) à Narvik, et ell y prend la 4e place du slalom génat et la 5e place du combiné.

### Saison 2020-2021
En février 2021, elle obtient son premier podium de coupe d'Europe en décrochant la 2de place du géant de Livigno. Elle termine à la 5e place du classement de la Coupe d'Europe de slalom et à la 7e place du classement général.
Début mars 2021 à Bansko, elle est championne du monde juniors de slalom géant et elle prend la 4e place du super G. Fin mars, elle termine 3e des championnats de Suède de slalom, slalom géant et super G à Åre.

### Saison 2021-2022
En novembre 2021, elle obtient son premier top-15 en Coupe du monde, en prenant la 15e place du slalom de Killington. 
En février 2022, elle est sélectionnée pour ses premiers jeux olympiques, à Pékin (abandon en slalom). En mars elle est vice-championne de Suède de slalom à Åre.

### Saison 2022-2023
Le 19 novembre 2022 elle signe son premier top-10 en Coupe du monde en se classant 9e du premier slalom de Lévi, puis 11e le lendemain sur le second slalom. Le mois suivant elle signe son premier top-5 en prenant le 4e place du slalom de Sestrières.
En janvier 2023 elle est sacrée double championne du monde juniors U21 de slalom et de géant à Saint-Anton. 
Elle enchaîne en février avec ses premiers championnats du monde seniors où elle se classe 10e du slalom à Méribel. 
Avec 5 tops-10, elle termine à 10e place de la coupe du monde de slalom.

### Saison 2023-2024
Elle remporte ses deux premières victoires en coupe d'Europe dans les slaloms de Malbun et de Norefjell en février et mars 2024.

### Saison 2024-2025
Elle obtient 2 tops-15 en coupe du monde de slalom à Lévi et à Courchevel. En février elle dispute ses seconds championnats du monde à Saalbach. Elle y prend la 17e place du slalom. En avril, elle est sacrée championne de Suède de slalom devant Estelle Alphand.

## Palmarès

### Jeux olympiques
| Épreuve / Édition | Slalom géant | Team event |
| JO 2022 Pékin     | Abandon      | 13e        |

### Championnats du monde
| Édition / Epreuve      | Descente | Super G | Slalom géant | Slalom | Combiné | Parallèle | Team event |
| Mondiaux 2023 Méribel  | -        | -       | -            | 10e    | -       | 22e       | 11e        |
| Mondiaux 2025 Saalbach | -        | -       | 30e          | 17e    | -       | -         | -          |

### Coupe du monde
- Meilleur classement général : 38e en 2023 avec 240 points.
- Meilleur classement de slalom : 10e en 2023 avec 240 points
- Meilleur classement de slalom géant : 44e en 2021 avec 20 points.

- Meilleur résultat sur une épreuve de coupe du monde de slalom : 4e à Sestrière le 11 décembre 2022.
- Meilleur résultat sur une épreuve de coupe du monde de slalom géant : 22e à Kronplatz le 25 janvier 2022

#### Classements
| Saison / Épreuve | Saison / Épreuve | Général | Général | Descente | Descente | Super G | Super G | Géant  | Géant  | Slalom | Slalom | Combiné | Combiné |
| ---------------- | ---------------- | ------- | ------- | -------- | -------- | ------- | ------- | ------ | ------ | ------ | ------ | ------- | ------- |
| Saison / Épreuve | Saison / Épreuve | Class.  | Points  | Class.   | Points   | Class.  | Points  | Class. | Points | Class. | Points | Class.  | Points  |
| 2022             | 2022             | 86e     | 36      | -        | -        | -       | -       | 44e    | 20     | 43e    | 16     | -       | -       |
| 2023             | 2023             | 38e     | 240     | -        | -        | -       | -       | -      | -      | 10e    | 240    | -       | -       |
| 2024             | 2024             | 86e     | 40      | -        | -        | -       | -       | -      | -      | 38e    | 40     | -       | -       |
| 2025             | 2025             | 59e     | 94      | -        | -        | -       | -       | -      | -      | 21e    | 94     | -       | -       |

### Championnats du monde juniors
| Épreuve / Édition      | Descente | Super G | Slalom géant | Slalom  | Combiné | Team event |
| Mondiaux 2020 Narvik   | Abandon  | 11e     | 4e           | annulé  | 5e      | annulée    |
| Mondiaux 2021 Bansko   | annulée  | 4e      | Or           | Abandon | annulé  | annulée    |
| Mondiaux 2023 St Anton | -        | -       | Or           | Or      | -       | -          |

### Coupe d'Europe
- 3 podiums dont 2 victoires

#### Classements
| Saison / Épreuve | Saison / Épreuve | Général | Général | Descente | Descente | Super G | Super G | Slalom géant | Slalom géant | Slalom | Slalom | Combiné | Combiné |
| ---------------- | ---------------- | ------- | ------- | -------- | -------- | ------- | ------- | ------------ | ------------ | ------ | ------ | ------- | ------- |
| Saison / Épreuve | Saison / Épreuve | Class.  | Points  | Class.   | Points   | Class.  | Points  | Class.       | Points       | Class. | Points | Class.  | Points  |
| 2020             | 2020             | 35e     | 376     | -        | -        | 77e     | 3       | 13e          | 130          | 37e    | 43     | 29e     | 12      |
| 2021             | 2021             | 7e      | 441     | -        | -        | -       | -       | 5e           | 315          | 19e    | 126    | -       | -       |
| 2022             | 2022             | 49e     | 161     | -        | -        | -       | -       | 33e          | 61           | 24e    | 100    | -       | -       |
| 2024             | 2024             | 27e     | 276     | -        | -        | -       | -       | 37e          | 36           | 10e    | 240    | -       | -       |

### Jeux olympiques de la jeunesse d’hiver
| Edition / Epreuve       | Super G | Slalom géant | Slalom | Super-combiné | Équipes |
| JOJ 2020 Les Diablerets | 5e      | 7e           | 5e     | Abandon       | 8e      |